# Kettős torzok

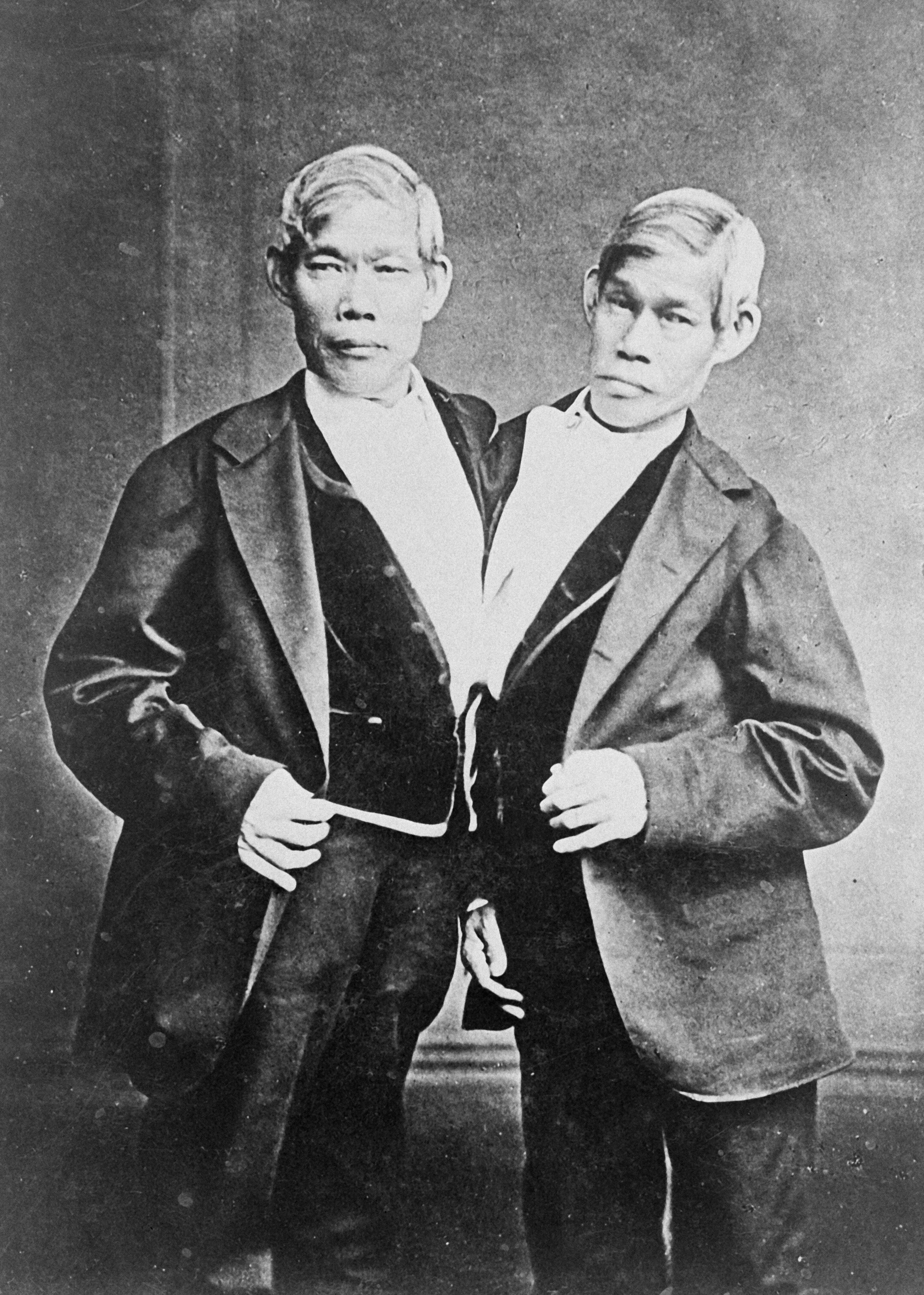
Csang és Eng Bunker, a jelenség „névadó” ikrei

A kettős torzok (latinul monstra duplicia) kialakulása egyfajta fejlődési rendellenesség, amely szét nem vált (köznyelvben „összenőtt”) egypetéjű ikrek létrejöttét eredményezi. Akkor alakulnak ki, ha a barázdálódó csíra kettéválása nem tökéletes. Ember esetén a kettős torzok bizonyos megjelenési formáit sziámi ikrek néven is illetik a köznapi beszédben. Meg kell jegyezni, hogy az embernél maga az ikerképződés is „rendellenesség”. A kettős torzok, ahogy más hasonló rendellenességek is, nemcsak embernél, hanem minden fejlettebb élőlénynél, állatoknál és növényeknél is előfordulhatnak.

## Történelme
A legkorábbi ilyesfajta lelet egy 120 millió évesre becsült kétfejű Hyphalosaurus fosszília. Embereknél az ókortól fogva maradtak fenn ilyen kettős torzokra utaló feljegyzések és emlékek. Többek szerint Ianus, a kétarcú isten figuráját is kettős torzok ihlethették. Sok korabeli orvos, mint például Ambroise Paré részletes és változatos esetleírásokat közöltek kettős torzokról és más rendellenességekről, bár ezek közt ekkor még előfordultak mitikus lények is. 
Az első név szerint ismert kettős torzok a „biddendeni kisasszonyok”, Mary és Eliza Chulkhurst voltak, akik 1100-ban születtek Biddendenben (Kent, Anglia), bár létezésük kérdéses. Amennyiben valóban éltek, a derekuknál lehettek összenőve. A legenda szerint 34 éves korukig éltek így, mikor Mary meghalt. Ekkor le akarták választani az életben maradt Elizát testvéréről, állítólag azt mondta: „együtt jöttünk, együtt is megyünk”. Hat órával később ő is elhunyt. Vagyonukat az egyházközösségre hagyták azzal a megkötéssel, hogy a közösség szegényeit minden húsvétkor meg kell vendégelniük. Ilyenkor az őket ábrázoló ostyákat osztottak szét az egybegyűltek között.
Magyarországon is éltek a XVIII. században ilyen ikrek. Szőnyben 1701-ben született Gófitz Ilona és Judit, akik a feneküknél, illetve a hátuknál voltak összenőve és 22 évet éltek. A „sziámi ikrek” Csang és Eng Bunker voltak, akik 1811-ben születtek Thaiföldön, akkori nevén Sziámban. Az ikreket a mellkasuknál lévő porcszalag kötötte össze, és ezzel a „látványossággal” járták be a világot és keresték meg vagyonukat. Később megszerezték az amerikai állampolgárságot, ahol letelepedtek, farmot építettek, házasságot kötöttek egy testvérpárral, és összesen 21 gyermekük született. Végül 1874-ben, 63 éves korukban haltak meg tüdőgyulladás, illetve szívroham következtében. 
A korábbi ismert kettős torzak ellenére általuk lett világszerte ismert ez a jelenség. Ennek ellenére a „sziámi ikrek” elnevezés általános használata csak a köznapi nyelvben terjedt el, a tudományban a „kettős torzok” kifejezést használják.

## A rendellenesség

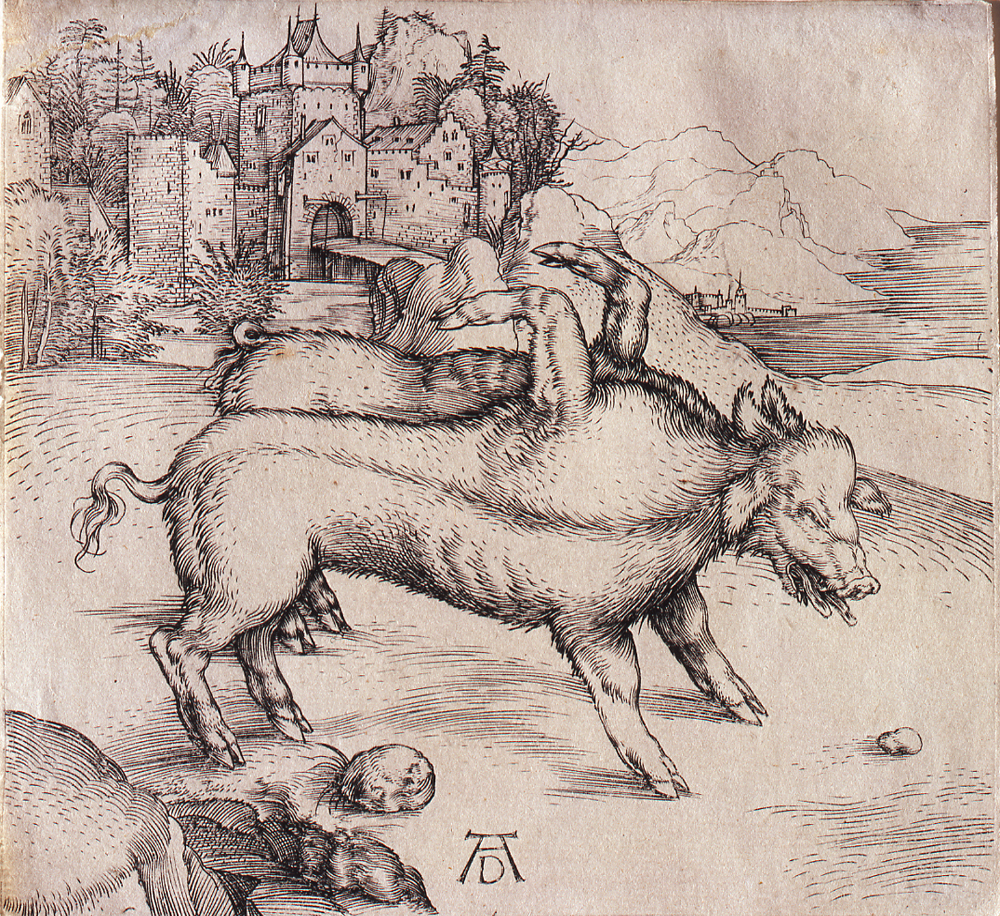
Összenőtt vaddisznó Albrecht Dürer metszetén

A jelenség lényege, hogy az egypetéjűiker-képződés során a kezdetben egy, de aztán két darabra szétváló embriócsomó osztódása nem fejeződik be teljesen időben, embernél a terhesség 15. napjáig. Ennek oka általában az, hogy a folyamat eleve későn indul el. Ebben az esetben a szétválás megreked, és az embriócsomók így, félig-meddig összenőve folytatják tovább a fejlődésüket. A késlekedés oka, ahogy maga az ikerképződés oka is egyelőre nem ismert. Attól függően, hogy hol és mekkora mértékben maradt meg a kapcsolódás, dől el, hogy az ikrek melyik testrésze és mennyire érintett a rendellenességben, és így az is, hogy mennyire életképesek. 
Az összenövés jellemzően a törzs különböző részein fordulhat elő, úgy mint a derékon, ágyékon, hason, háton, fenéken és mellkason, valamint a fejen, azon belül is az agykoponya területén. Az összenövés bizonyos végtagok és egyéb testrészek rendellenes fejlődését is eredményezheti, például gerincferdülést. Az egészen enyhe, porcos összenövéstől a súlyos, fejet, vagy akár az egész testet érintő; élettel össze nem egyeztethető belsőszervi rendellenességeket is előidéző formákig a rendellenesség mintegy 80 változatát különítik el. Érdekesség, hogy a kettős torzok többsége lány. Arra is van példa, hogy többes, például hármas ikrek két tagja van összenőve, nagyon ritkán pedig három emberi magzat egyesülése is előfordult.

## Változatok
A kettős torzokat két fő csoportra lehet osztani: szimmetrikus (latinul duplicitas symmetros) és aszimmetrikus ikrekre (duplicitas asymmetros).
A szimmetrikus ikrek egy vagy két szimmetriasík mentén vannak összenőve. Ekkor az ikrek mindkét tagja nagyjából ugyanannyira érintett, ugyanannyira fejlett, illetve ugyanannyira fejletlen. Ha az összenövés enyhe, porcos, belső szerveket vagy a vérkeringést nem érinti a műtéti szétválasztás esélyei igen jók. Nagyobb, súlyosabb összenövés esetén azonban a kockázat is nagyobb az elvérzésre, fertőzésre, vagy más egyéb szövődményre, különösen ha idősebb korban kívánják azt végrehajtani. Ez persze csak azokra az ikrekre vonatkozik, akik nem eleve életképtelenek, vagy akik állapotuk ellenére túlélik az első néhány hetet. Azt is mérlegelni kell adott helyzetben, hogy a szétválasztással nem romlik-e az ikrek életminősége. Vannak olyan ikrek, akik összenőtt állapotban képesek teljes életet élni. Minden eset egyedi, ezért egyedileg kell a lehetőségeket is számba venni.
Aszimmetrikus ikrek esetében csak az egyik iker fejlődik ki teljesen, a másik iker csak részlegesen fejlett, gyakran torz, súlyos testi hiányosságokkal rendelkező képződmény, afféle parazita, akit "vendégikernek" is hívnak. Ez gyakran csak egy kis daganatból álló, de akár jobban is kifejlődő, és akár részleges életjeleket is mutató képződmény a rendesen kifejlett iker bármely testrészéhez kapcsolódva megjelenhet. Még vizeletürítéses anyagcsere funkciókat is produkálhat. Állhat a részleges törzsből, végtagokból, fejből is. Paraziták esetében nem kérdéses a műtéti eltávolítás, hisz a képződmény fejletlensége okán önálló életre teljesen képtelen, így nincs igazán etikai probléma a leoperálásukkal, de volt rá példa, hogy a (fejlettebb) parazitát is elkeresztelték, és az eltávolítás után el is temették. Fejletlen ikrek összenövés nélkül is létrejöhetnek, ezeket acardiusnak nevezik.
Egy harmadik, különleges csoport megnevezése fetus in fetu, ami annyit tesz: magzat a magzatban. Ebben az esetben az anyaméhben az egyik embriót felszívja a másik, erősebb embrió, és az is előfordulhat, hogy ennek ellenére amaz a testvérében próbál meg sikertelenül kifejlődni. Ezért ebből a magzatból teratóma lesz a testvére szervezetében, egy olyan daganat, amely általában a magzat „emészthetetlen” maradványait tartalmazza, úgy mint fogak, köröm, haj. Ez a daganat a test különböző részein megtelepedhet, kis méretben, tünet nélkül hosszabb ideig is megbújhat a szervezetben, de ha a benne lévő magzat a parazitákhoz hasonlóan félig-meddig kifejlődik a daganat egész nagyra is nőhet, és problémákat okozhat. A teratómákat, ha észlelték őket természetesen szintén operációval kell eltávolítani.
Ismert még a kimérizmus jelensége is, melyek olyan élőlények, akik kettőnél több ivarsejtből jöttek létre. Ez a genetikai mozaik nem egypetéjű ikrekhez kapcsolódik, hanem például olyan kétpetéjű ikerkezdeményhez, amiből végül egy egyed lesz, aki viszont két különböző génállománnyal rendelkezik, miután az egyik ikerben lényegében felszívódik a másik, ez pedig azért okozhat problémákat, mert az érintett személy gyakran szenvedhet fura betegségekben, vagy orvosi vizsgálatoknál megtévesztő lehet a DNS-eredménye. Ennek magyarázata, hogy a két génállomány más-más módon reagálhat a környezeti hatásokra, például az egyik allergiás valamire, amire a másik nem. Kisebb fizikai eltérések is előfordulhatnak, például tesrészek más tónusú bőrszíne, vagy heterokrómia, de ettől függetlenül sokáig rejtve is maradhat.

### Formák
A kettős torzaknak vannak gyakoribb és ritkább formái, alább ezek szerepelnek az előfordulásuk százalékával:
- Thoracopagus és omphalopagus (28%): Mellkasi és/vagy hasi összenövés, a szív, a máj és az emésztőszervek különböző mértékű osztozásával. 
  - Thoracopagus (18,5%): Mellkasi összenövés, a szív gyakran közös, ezért a szétválasztás általában csak az egyik iker feláldozásával lehetséges.
  - Omphalopagus (10%): Hasi összenövés, általában a mellkassal együtt. A thoracopagusszal ellentétben a szívek külön vannak, de a máj és az emésztőrendszer részei közösek.
- Parazita iker (parasiticus) (10%): A teljesen kifejlődött magzathoz kapcsolódó fejletlen ikerképződmény.

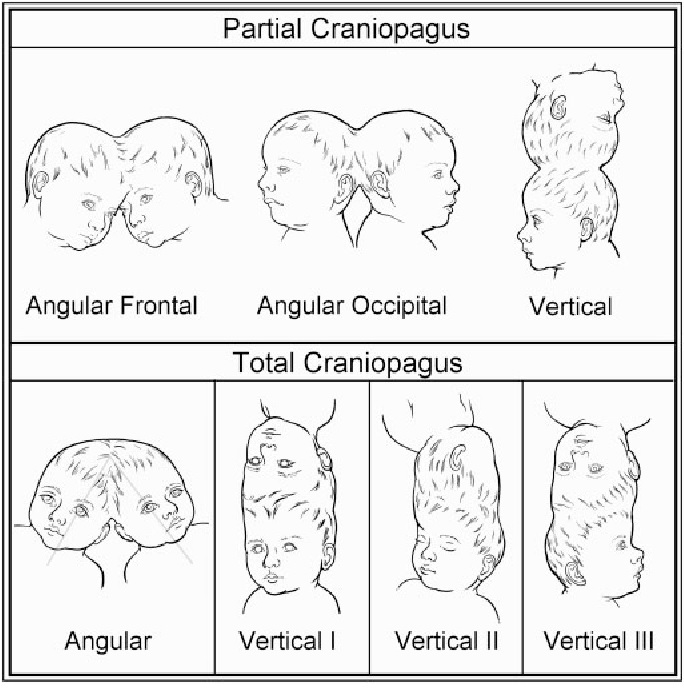
Jellemző craniopagus formációk

- Craniopagus (6%): Az agykoponya összenövése, előfordulhat fejtetőn, oldalt, vagy homlokon is. A koponyák helyzete egymáshoz képest lehetnek szimmetrikusak, de eltérőek is. A szétválasztás a közös vérerek miatt itt különösen kockázatos.

Egyéb előforduló formák:
- Cephalopagus: Összenőtt fej, közös arc, két agykoponyával és különálló testekkel; súlyos rendellenesség, nem életképes forma.
- Syncephalus: Mint az előző, szintén nem életképes forma, ahol a fej teljesen közös.
- Cephalothoracopagus: Az előzőekhez hasonló nem életképes forma, ahol a fej mellett az összenőtt állományba a mellkas is beletartozik. Egy vagy két arc, egyszeműség (cyclopia) és koponyatorzulás is előfordulhat.
- Xiphopagus: Mellkasi összenövés egy szegycsonti porcszalaggal (Csang és Eng Bunker formája is ilyen volt).
- Ischiopagus: Összenövés a fenéken, a felső testek teljesen különállók, a lábak száma viszont változhat egy és négy között azok lehetséges összenövése miatt. Általában egy végbélnyílás és nemi szerv fordul elő.
- Omphalo-Ischiopagus: Az előzőhöz hasonló forma, de az összenövés kiterjed a hasi területre is.
- Parapagus: A törzs oldalirányú kettőződése, közös medencével és alsótesttel, amitől felfelé a felsőtest valamilyen mértékben kettéválik, külön gerinccel. Megkülönböztethető formái:  
  - Dithoracic parapagus: Közös altest a hasig, de az összenövés a mellkasig nem terjed, így azok külön vannak.
  - Diprosopic parapagus: Egy törzs az arc vagy a fej részleges megkettőződésével, az arcnál jellemző egy harmadik egyesült szem; általában nem életképes forma.
  - Dicephalic parapagus: A mellkasig közös törzs, a felsőtest részleges kettőződésével és két fejjel. A felsőtest kettőződése nélkül általában életképtelen forma, de azzal életképes lehet, mert van elég hely közös működő belsőszervek kialakulásához. A közös felsőtest rendelkezhet közös vállízülettel is, így az ikreknek lehet kettő (dibrachius), három (tribrachius), vagy négy (tetrabrachius) karjuk is.
- Dipygus: Az altest megkettőződése, két ágyékkal és négy lábbal.
- Craniopagus parasiticus: Koponyához nőtt parazitaiker.
- Pygopagus (Iliopagus): Összenövés a medence keresztcsontjánál.
- Rachipagus: Összenövés a háton, a medencétől a nyakig.
- Epigastricus: Gyomorba „fejjel előre” beékelt, onnan kiálló parazitaiker.
- Tripla-magzatok: Három magzat egyesülése; nagyon ritka, életképtelen állapot.

## Manapság
A korai orvosi diagnosztika fejlődéséből kifolyólag a fejlett világban egyre kevesebb a kettős torz: az ultrahang-technológiájának fejlődésével és terjedésével a magzat állapota már a fejlődés korai szakaszában is látható, és ilyenkor sokan döntenek az abortusz mellett. Így a fejlett világban körülbelül minden 200 ikerpárra jut egy kettős torz. A napjainkban a médiába kerülő kettős torzok zömmel a világ fejletlenebb országaiból származnak, ahol nem tudják felderíteni a terhesség alatt ezeket a rendellenességeket a közegészségügy elmaradottabb mivolta miatt, vagy ahol valamilyen okból nem végeznek abortuszt.

## Értelmi és érzelmi kompetenciák
Egyértelműen kimondható, hogy az ikrek összenőve is külön személyiségjegyekkel rendelkeznek, miután többször felmerült a történelem során, hogy egy vagy két személynek számítanak-e. Megannyi modernkori megfigyelés is igazolja, hogy minden esetben két külön személyről lehet és kell is beszélni. Az ikrek ebben az esetben is ugyanolyan készségekkel rendelkeznek, mint bármely mentálisan egészséges ember. A múltban is számos feljegyzésben írtak olyan összenőtt ikrekről, akik egy-egy uralkodó udvarában tanult, művelt, akár hangszeren is játszani tudó udvaroncokká váltak, miközben sokszor egyszerre mást-mást csináltak, vagy időnként vitatkoztak egymással. Ettől függetlenül az sem volt ritka, hogy pénzért vásári látványosságokként mutogassák őket, akár a 20. század elején is, de még a 21. században is volt rá példa a világ elmaradottabb, ezért szegényebb részein. Voltak, akiket kényszerítettek erre, de többen a megélhetésért döntöttek önszántukból a fellépések mellett. A modern időkben az látszik, hogy az esetlegesen szükséges orvosi beavatkozásokon túl, a leginkább megfelelő szocializáció és családi környezet az ilyen ikrek számára is minőségi és tartalmas életet kínál. Több iker továbbtanult, sportolt, aktív társasági életet élt, és később akár rendes civil foglalkozást is végeztek, például Abigail és Brittany Hensel általános iskolai matematikatanárok lettek.

## Ismertebb esetek

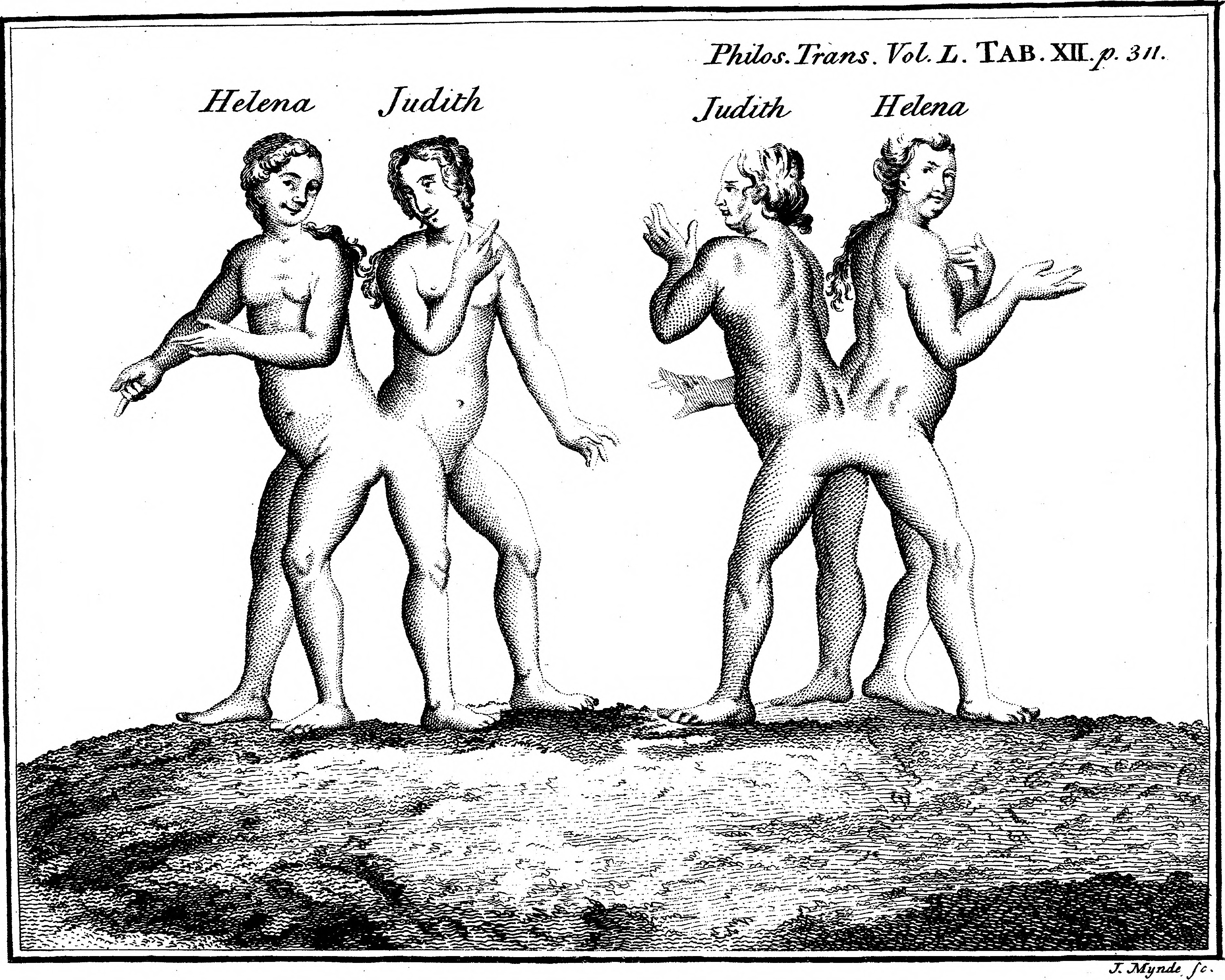
Gófitz Ilona és Judit 1701-es ábrázolása

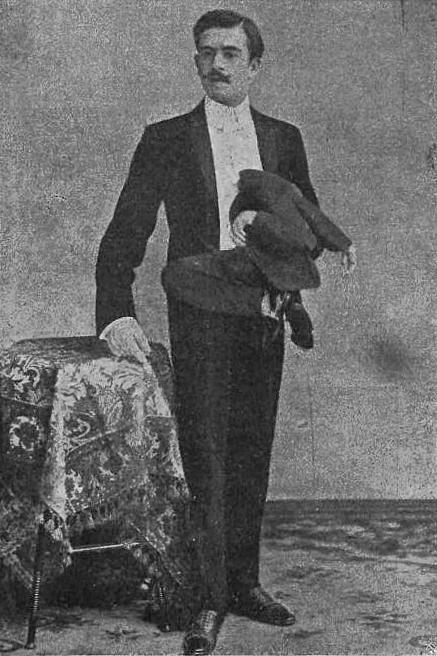
Jean és Jacques Libbera

### 19. század és korábbról
- Mary és Eliza Chulkhurst (Kent, Anglia, valamikor a 12. században), a „biddendeni kisasszonyok”, az első név szerint ismert ikrek, az ábrázolásuk alapján valószínűleg pygopagus vagy parapagus dicephalus volt az állapotuk.
- Lazarus és Joannes Baptista Colloredo (Itália, 1617. – 1646 után), Lazarus mellkasához nőtt Joannes Baptista névre keresztelt, nagyrészt kifejlett parazita testvére. (thoracopagus parasiticus)
- Gófitz Ilona és Judit (Szőny, 1701. – 1723.) (pygopagus)[8]
- Edward Mordake (talán 19. század), egy valószínűleg kitalált személy, akinek egy arc volt a tarkóján. (craniopagus parasiticus)
- Csang és Eng Bunker (Thaiföld, 1811. – USA, 1874.), a jelenség „névadó” ikrei. (xiphopagus)
- Rita és Cristina Parodi (Sassari, Itália, 1829. március 3. – Párizs, 1829. november 23.) (parapagus dicephalus tetrabrachius dipus)
- Millie és Christine McCoy (USA, 1851. július 11.–1912. október 8.), ismert mutatványosok voltak. (pygopagus)[9]
- Myrtle Corbin (Tennessee, USA, 1868. május 12.–Texas, USA, 1928. május 6.), megkettőződött ágyékú nő. (dipygus)
- Giacomo és Giovanni Battista Tocci (Itália, 1875-77. – 1912?) (parapagus dicephalus tetrabrachius dipus)
- Rosa és Josepha Blažek (Csehország, 1878. január 20. – Chicago, USA, 1922. március 30.), mutatványosok voltak. (pygopagus)[10]
- Jean és Jacques Libbera (Róma, Itália, 1884 – 1936), Jean gyomrához fejjel befelé kapcsolódott Jacques névre keresztelt parazita testvére. (epigastricus)[11]
- Frank Lentini (Rosolini, Itália, 1889. május 18. – Jackson, USA, Tennessee, 1966. szeptember 21.), „a háromlábú ember”, aki egy parazitaképződmény révén tett szert egy közel teljesen normál méretű harmadik lábra. A mindig életvidám Lentini egész életében ezzel turnézta körbe a világot.[12]

### 20. század
- Daisy és Violet Hilton (Brighton, Anglia, 1908–1969), színésznők és előadóművészek voltak, több filmben is szerepeltek. (pygopagus)
- Lucio és Simplicio Godina (Fülöp-szigetek, 1908–1936), zenészek. (pygopagus)
- Chang Tzu Ping (Kína, 1940-es évek – ?), kínai földműves, kinek parazita fej képződött a jobb halántékán, melyet évtizedekkel később sikeresen eltávolítottak. (craniopagus parasiticus)[13]
- Yvonne és Yvette McCarther (Los Angeles, Kalifornia, USA, 1949. május 14. – Long Beach, Kalifornia, USA, 1993. január 2.) (craniopagus)[14]
- Masha és Dasha Krivoshlyapova (Moszkva, Szovjetunió, 1950–2003), a legritkább forma volt az övék: parapagus dicephalus tetrabrachius tripus (két fej, négy kar, három láb).
- Joey Ramone (New York, USA, 1951. május 19. – New York, USA, 2001. április 15.), rockzenész, aki egy hátán lévő parazitaikerrel született, melyet leoperáltak.
- Ronnie és Donnie Galyon (Ohio, USA, 1951. október – Ohio, 2020. július 4.), a dokumentáltan addig legidősebb összenőtt ikrek voltak, 68 évet éltek. (omphalopagus)[15]
- Carolyn és Catherine Mouton (Lafayette, Louisiana, USA, 1953. július 22.), Lafayette település akkori polgármesterének lányai, az első ikrek, akiket sikeresen választottak szét New Orleans-ban 1953. szeptember 17-én. (pygopagus)[16][17]
- Andy García (Havanna, Kuba, 1956. április 12.), ismert színész, nyomban születése után távolították el válláról kisméretű parazita testvérét.[18]
- Lori és George Schappell (Reading, Pennsylvania, USA, 1961. szeptember 18. –  Pennsylvania, USA, 2024. április 7.), előadóművészek, szétválasztásuk a magas kockázat miatt nem volt lehetséges; halálukkor 62 évesek voltak, amivel a második legidősebb ilyen ikreknek számítottak Galyonék után.[19] (craniopagus)
- Ganga és Jamuna Mondal (India, 1969. vagy 1970.), „Pók lányok” vagy „Pók nővérek” névvel számítanak helyi látványosságnak. (ischiopagus)
- Ladan és Laleh Bijani (Siráz, Irán, 1974. január 17. – Szingapúr, 2003. július 8.), szétválasztási operációjuk közben haltak meg. (craniopagus)
- Viet és Duc Nguyen (Vietnám, 1981. február 25.), 1988-ban Ho Si Minh-városban választották szét őket. Viet 2007. október 6-án elhunyt. (ischiopagus)
- Patrick és Benjamin Binder (Németország, 1987. február 2.), az első sikeresen szétválasztott koponyánál összenőtt ikrek, a műtétet Ben Carson idegsebész, későbbi amerikai (USA) elnökjelölt végezte. (craniopagus)
- Abigail és Brittany Hensel (Minnesota, USA, 1990. március 7.), fejletlen közös harmadik karjukat leoperálták, a médiában gyakran szereplő ikrek. (parapagus dicephalus tribrachius dipus)[20]
- Joseph és Luka Banda (Zambia, 1997. január 23.), 2001-ben szintén Ben Carson választotta szét őket. (craniopagus)
- Szabó Izabella és Melinda (Kispereg, Románia, 1998. június 5.), Szegeden választották szét őket, de Izabella visszamaradt a fejlődésben. (thoracopagus)[21]

### 21. század
- Carmen és Lupita Andrade (Veracruz, Mexikó, 2000. június), szüleikkel az Egyesült Államokba települtek át. (parapagus dicephalus tetrabrachius dipus)[22]
- Carl és Clarence Aguirre (Fülöp-szigetek, 2002. április 21.), 2004. augusztus 4-én választották szét őket. (craniopagus)[23]
- Shivanath és Shivram Sahu (India, 2002.) (parapagus dicephalus tetrabrachius dipus)[24][25]
- Tabea és Lea Block (Lemgo, Németország), a közös vénahálózat miatt két szétválasztási műtétjük is volt 2003. augusztus 9-én és 2004. szeptember 16-án, de Tabea a második műtét után elhalálozott. (craniopagus)[26]
- Kendra és Maliyah Herrin (Salt Lake City, Utah, USA, 2002. február 26.), 2006-ban választották szét őket. (ischiopagus)[27][28]
- Sona és Mona Singh (India, 2003.) (parapagus dicephalus tetrabrachius dipus)
- Rebeca Martinez (Dominikai Köztársaság, 2003. december), fejéhez nőtt, csupán fejből álló parazita testvérét 2004 februárjában operálták le róla, de a gyermek meghalt a műtét után. (craniopagus parasiticus)[29][30]
- Anastasia és Tatiana Dogaru (Róma, 2004. január 13.), Tatiana fejtetője Anastasia tarkójához nőtt, szétválasztásukat a magas kockázat miatt nem vállalták. (craniopagus)
- Manar és Islaam Maged (Egyiptom, 2004. április – Egyiptom, 2006. március 25.), Manar fejéhez nőtt Islaamnak elnevezett parazita ikertestvére, Islaam kifejlett fejéhez csupán egy csökevényes torzó tartozott. 2005-ben operálták le róla, de 2006-ban egy fertőzés következtében Manar is elhunyt. (craniopagus parasiticus)[31]
- Lakshmi Tatma (India, 2005.), a fenekéhez nőtt jelentősen fejlett parazita ikertestvére, akit később leoperáltak. (ischiopagus parasiticus)[32]
- Krista és Tatiana Hogan (Vernon, Brit Columbia, Kanada, 2006. október 25.), szétválasztásukat a magas kockázat miatt nem vállalták. (craniopagus)
- Trishna és Krishna (Banglades, 2006. december), 2009-ben választották szét őket Melbourne-ben. (craniopagus)[33]
- Maria és Teresa Tapia (Dominikai Köztársaság, 2010. április 8.), az ikrek a májon, a hasnyálmirigyen és a vékonybél egy részén osztoztak, 2011. november 7-én választották szét őket. (omphalopagus)
- Zheng Han Wei és Zheng Han Jing (Kína, 2013. augusztus 11.), közös szegycsontjuk, szívburkuk és májuk volt, 2014-ben Sanghajban választották szét őket. (thoracopagus)[34][35]
- Scarlett és Ximena Hernandez-Torres (Corpus Christi, Texas, USA, 2015. május 16.), Catalina nevű egészséges testvérükkel együtt hármas ikrekként születtek, de a feneküknél össze voltak nőve, 2016-ban választották szét őket. (ischiopagus)[36]
- Jadon és Anias McDonald (Knox, Indiana, USA, 2015. szeptember), 2016-ban választották szét őket. (craniopagus)[37]
- Marieme és Ndeye Ndiaye (Dakar, Szenegál, 2016. május 18.), az Egyesült Királyságba utaztak további kezelésekre, de az apa végül elállt a lehetséges szétválasztástól, mert azt csak az egyik kislány élte volna túl. (parapagus dicephalus tribrachius dipus)[38][39][40]
- Rabeya és Rukaya Islam (Pabna, Banglades, 2016. július 16.), fejüknél összenőtt (ún. craniopagus) ikerpár, akiket a Cselekvés a Kiszolgáltatottakért Alapítvány 33 fős magyar orvoscsapata választott szét több lépésben 2018-ban és 2019-ben. A végső szétválasztó műtét 2019. augusztus 1-én történt. A műtétet dr. Pataki Gergely plasztikai sebész koordinálta, plasztikai sebészeti részét ő, idegsebészeti részét pedig dr. Csókay András végezte munkatársaival. A szétválasztást lehetővé tevő agyi-vénák endovaszkuláris szétválasztása dr. Hudák István vezetésével történt 2018-ban Dakkában, a szövettágítók beültetése a Semmelweis Egyetemen történt 2019. januárjában,  a műtét dr. Pataki Gergely nevéhez fűződik. [41][42][43][44][45][46][47]
- Erin és Abby Delaney (Philadelphia, Pennsylvania, USA, 2016. július 24.), 2017. június 16-án választották szét őket. (craniopagus)[48]
- Safa és Mara Ullah (Hayatabad, Pakisztán, 2017. január 17.), 2019 februárjában választották szét őket. (craniopagus)[49]
- Callie és Carter Torres (Blackfoot, Idaho, USA, 2017. január 30.) (omphalo-ischiopagus)[50][51]
- Bernardo és Arthur Lima (Brazília, 2019.), 2022 nyarán választották szét őket. (craniopagus)[52]

## Fordítás
Ez a szócikk részben vagy egészben  a   Conjoined twins című angol Wikipédia-szócikk fordításán alapul.  Az eredeti cikk szerkesztőit annak laptörténete sorolja fel. Ez a jelzés csupán a megfogalmazás eredetét és a szerzői jogokat jelzi, nem szolgál a cikkben szereplő információk forrásmegjelöléseként.